# Pipiza signata
Pipiza signata là một loài ruồi trong họ Ruồi giả ong (Syrphidae). Loài này được Meigen mô tả khoa học đầu tiên năm 1822. Pipiza signata phân bố ở vùng Cổ Bắc giới